# Oxyrhachis fidelis
Oxyrhachis fidelis är en insektsart som beskrevs av William Lucas Distant 1908. Oxyrhachis fidelis ingår i släktet Oxyrhachis och familjen hornstritar. Inga underarter finns listade i Catalogue of Life.